# Echinochloa stagnina
Echinochloa stagnina es una planta herbácea de la familia de las poáceas (gramíneas). El género Echinochloa es originario de las regiones templadas, pero la especie stagnina es originaria de regiones tropicales de África y Asia. Es una planta anual acuática perenne con rizomas alargados y tallos  esponjosos, caídos o postrados, que pueden alcanzar los 2 metros de largo. Forman poblaciones tipo sabana llamadas bourgoutières, que forman pastos en África Occidental. En Mali y Níger es conocida principalmente por los fulani como burgu (bourgou en francés), burgu millet y hierba hipopótamo (hippo grass), porque gusta mucho a los hipopótamos.
La especie se ha extendido a otras regiones tropicales y tiene el estatus de planta invasora en muchas islas del Pacífico.
En otro tiempo, fue uno de los principales pastos cultivados en el delta del Níger, sobre todo por los fulani o peuls, quienes consumían las semillas y también las utilizaban para preparar bebidas alcohólicas o no alcohólicas. Es una planta que resiste bien las inundaciones y ha sido replantada en África, donde ayuda a combatir la erosión y proporciona heno a los animales.

## Uso
Este cereal poco conocido, una planta alimenticia tradicional en África, tiene potencial para mejorar la nutrición de las poblaciones y mejorar la seguridad alimentaria, promover el desarrollo rural y apoyar la planificación sostenible del uso de la tierra.

## Taxonomía

### Sinónimos
Según Catalogue of Life (30 de octubre de 2017):
- Echinochloa barbata Vanderyst
- Echinochloa crus-galli var. sieberiana (Asch. & Schweinf.) A.Chev.
- Echinochloa crus-galli var. stolonifera (Schweinf. & Muschl.) A.Chev.
- Echinochloa hostii (M.Bieb.) Steven ex Link
- Echinochloa lelievrei (A.Chev.) Berhaut
- Echinochloa malakuensis Vanderyst, nom. provis.
- Echinochloa oryzetorum (A.Chev.) A.Chev.
- Echinochloa scabra (Lam.) Roem. & Schult.
- Oplismenus scaber (Lam.) Kunth
- Oplismenus stagninus (Retz.) Kunth
- Orthopogon stagninus (Retz.) Spreng.
- Panicum burgu A.Chev.
- Panicum crus-galli var. leiostachyum Franch.
- Panicum crus-galli var. maximum Franch.
- Panicum crus-galli var. sieberianum Asch. & Schweinf.
- Panicum crus-galli var. stagninum (Retz.) Trimen
- Panicum crus-galli var. stoloniferum Schweinf. & Muschl.
- Panicum crus-galli var. submuticum Franch.
- Panicum galli Thunb.
- Panicum lelievrei A.Chev.
- Panicum oryzetorum A.Chev., nom. illeg.
- Panicum oryzetum A.Chev., nom. nud.
- Panicum scabrum Lam.
- Panicum scabrum subsp. burgu (A.Chev.) A.Chev.
- Panicum scabrum var. franchetii A.Chev., nom. superfl.
- Panicum scabrum var. leiostachyum (Franch.) A.Chev.
- Panicum scabrum subsp. lelievrei A.Chev.
- Panicum scabrum subsp. oryzetorum A.Chev.
- Panicum scabrum subsp. stagninum (Retz.) A.Chev.
- Panicum scabrum var. submuticum (Franch.) A.Chev.
- Panicum sieberianum (Asch. & Schweinf.) Sickenb.
- Panicum stagninum Retz. (basionyme)
- Panicum subaristatum Peter